# Werner Richter (Bildhauer)
Werner Richter (* 4. Mai 1923 in Delitzsch; † 2012) war ein deutscher Bildhauer, Medailleur und Dozent. Sein Wirkungsort befand sich in Ost-Berlin. Zahlreiche von ihm geschaffene Werke schmücken öffentliche Plätze in Berliner Ortsteilen.

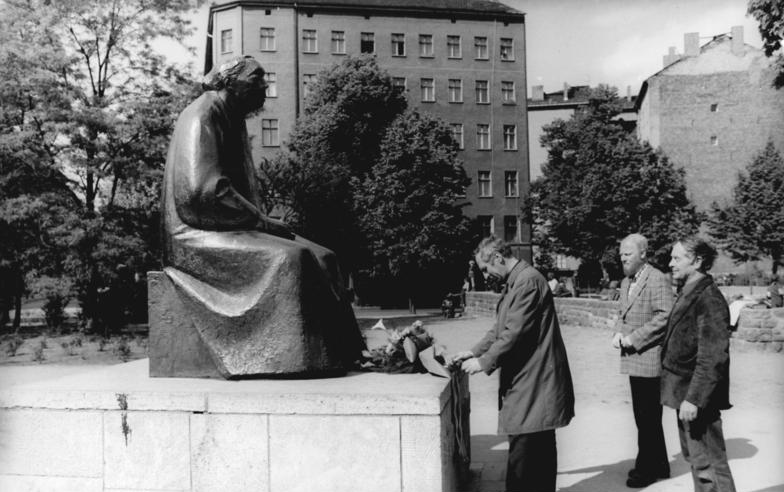
Werner Richter und zwei weitere DDR-Künstler legen 1974 am Käthe-Kollwitz-Denkmal in Berlin-Prenzlauer Berg einen Gedenkkranz ab.

## Leben
Werner Richter absolvierte seine Ausbildung vermutlich an der Kunsthochschule Berlin-Weißensee. In dieser Einrichtung unterrichtete er später auch und wurde zum Professor berufen.
Er wohnte in Berlin, in den 1980er Jahren in der Czarnikauer Straße im damaligen Stadtbezirk Prenzlauer Berg.
Richter führte vor allem Aufträge städtischer Einrichtungen aus. Seine Werke bestehen aus verschiedenen Materialien wie Bronze, Beton und Sandstein und gehören zur Stilrichtung Sozialistischer Realismus.

## Werke (Auswahl)
- Stehende Barbara, 1960, Bronze auf würfelförmigem Granitsockel, in Berlin-Baumschulenweg, Späthstraße 80/81, 1975 dort aufgestellt[3]
- Rehkitz, 1966, in Berlin-Köpenick, Köpenzeile 123[3]
- Elefant, 1967, in Berlin-Friedrichsfelde an der Freilichtbühne im Tierpark Berlin
 steht seit 1978 im Tierpark.
- Zwei Schwäne, 1967, Bronze, in Berlin-Köpenick, auf dem Platz des 23. April
- Elefant, 1967, Beton, in Berlin-Friedrichshagen, Peter-Hille-Straße 99[3]
- Vier Heinzelmännchen, 1968 gefertigt, aufgestellt an der Bulgarischen Straße, Treptower Park im Jahr 1981. Bronzefiguren, eine Betontreppe herunterpurzelnd; stand bis 2015 am angegebenen Ort. Die 100 kg schwere Bronzeskulptur wurde von Buntmetalldieben gestohlen.[5][6]
- Auf dem Gelände und in den Räumen der Archenhold-Sternwarte in Berlin-Alt-Treptow erinnern mehrere Plastiken an Persönlichkeiten, die sich um die Astronomie verdient gemacht haben. Richter hat die folgenden Porträtbüsten gestaltet: Galileo Galilei (1974, Bronze mit Holz auf Granit), Nicolaus Copernikus (1973, Bronze auf Granit), Johannes Kepler (diese ist nach Angabe des Bezirksamts nicht mehr vorhanden) und Johann Gottfried Galle (1976/1984, Bronze auf Granit)[3]
- Drei Denkmale für den antifaschistischen Widerstandskampf. Sie verwenden als Hauptmotiv den auf die Spitze gestellten Roten Winkel, der in der NS-Zeit politische Häftlinge kennzeichnete. Die Winkel sind unterschiedlich groß und wiederholen sich mehrfach geschichtet.
  - in der Dörpfeldstraße Ecke Nipkowstraße in Berlin-Adlershof, 1977 eingeweiht. Es hat die Form einer Stele, die von den Winkeln seitlich überragt wird. Es erinnert an die Kommunisten Otto Nelte, Willi Gall und Walter Gerber, die ermordet worden waren. Eine Tafel neben der Stele enthält die Inschrift: „Zum Gedenken an die heldenhaften Widerstandskämpfer gegen die faschistische Barbarei. Ihr Vermächtnis hat sich in der sozialistischen Deutschen Demokratischen Republik erfüllt.“[7] Laut Auflistung des Bezirksamts ist es am angegebenen Ort nicht mehr vorhanden.[3]
  - in der Danziger Straße Ecke Diesterwegstraße in Berlin-Prenzlauer Berg, am 28. September 1979 eingeweiht.[8] Mit dem Titel Opfer des Widerstandskampfes ist es als stehendes Wandelement komplett aus rotem Sandstein geformt, in den die Winkel plastisch eingearbeitet sind. Am Fuß findet sich die Inschrift: „Zum Gedenken an die vom Faschismus ermordeten Widerstandskämpfer. Berlin-Prenzlauer Berg“.[7] Das Bildwerk ist ein gelistetes Kulturdenkmal.[9]
  - in der Singerstraße in Berlin-Friedrichshain. Es hat ebenfalls die Form einer Stele, die mit einer dickeren „Bauchbinde“ umgeben ist, in der sich ein Roter Winkel befindet. Die Inschrift nennt die Widerstandskämpfer Gerda Boenke, Herbert Häberlein, Alfred Jung, Ernst Perzel, Albert Reuschler, Gustav Staats und Emmerich Schaper. Darunter steht der Ausspruch „Sie wurden ermordet“.[10]
- Bronze-Medaille aus Anlass des 50. Todestages von Heinrich Zille, 1979; gegossen von der Bildgießerei des Staatlichen Kunsthandels der DDR in Schöneiche bei Berlin; im Tresor vom Münzkabinett Berlin[2]
- Marktbrunnen in Delitzsch, öffentliche Einweihung am 27. Mai 1983.[11]
- Viehzüchterin, 1983, in Berlin-Altglienicke, Richterstraße 10, im Jahr 1984 aufgestellt, Beton[3]
- Reh, 1986, in Berlin-Alt-Treptow, Lohmühlenstraße 23[3]

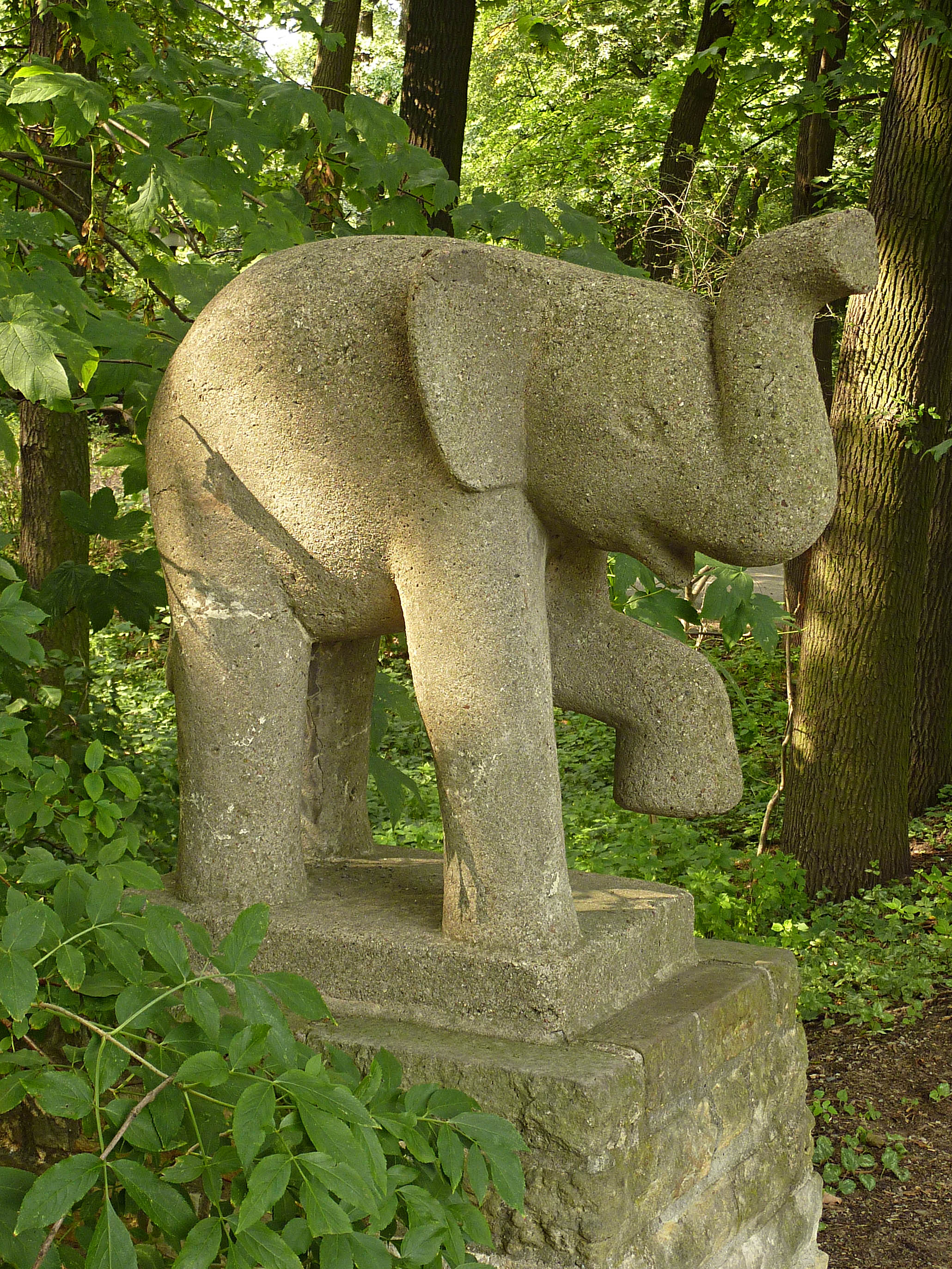
Elefant
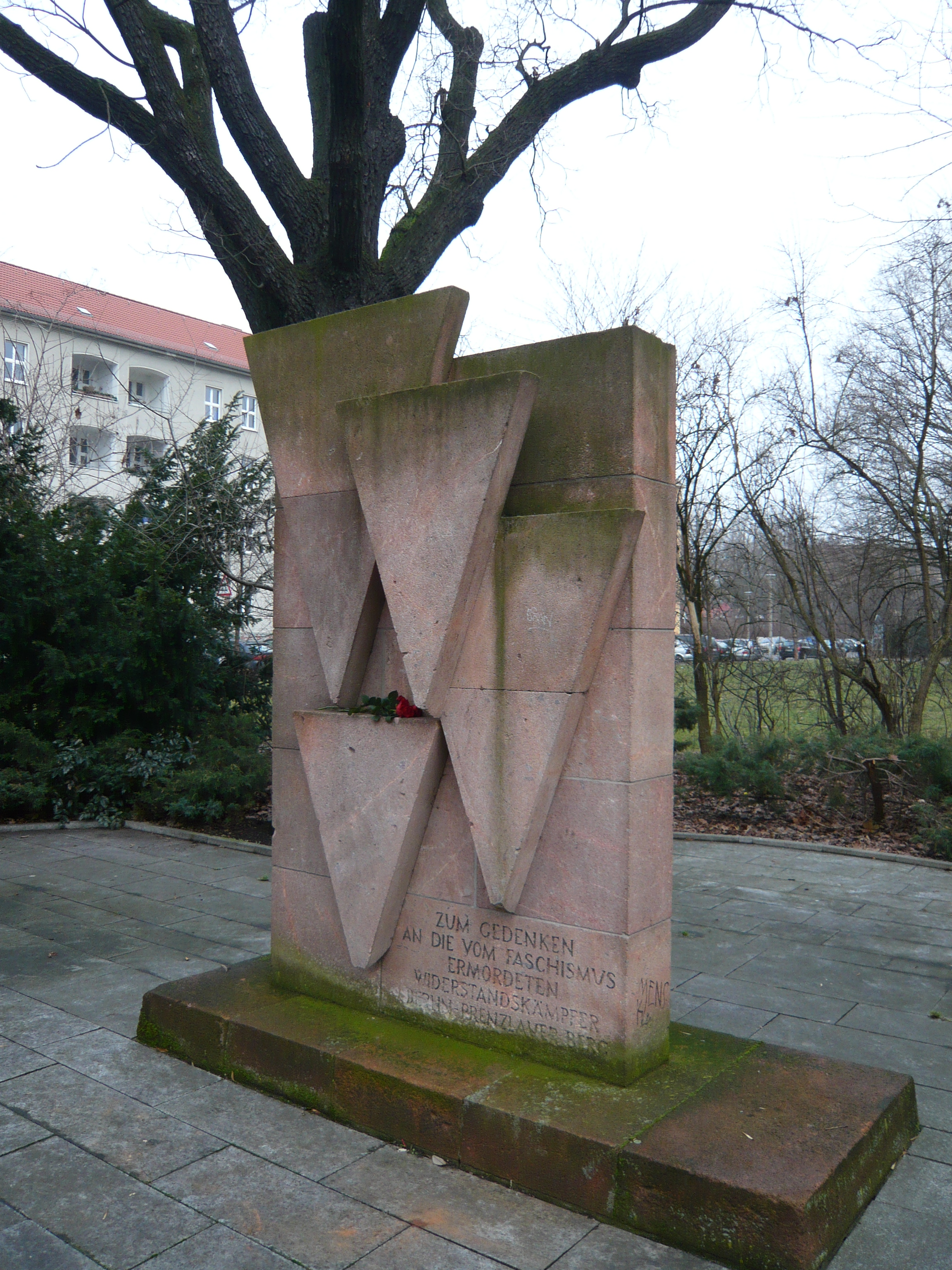
VVN-Denkmal in Berlin-Prenzlauer Berg
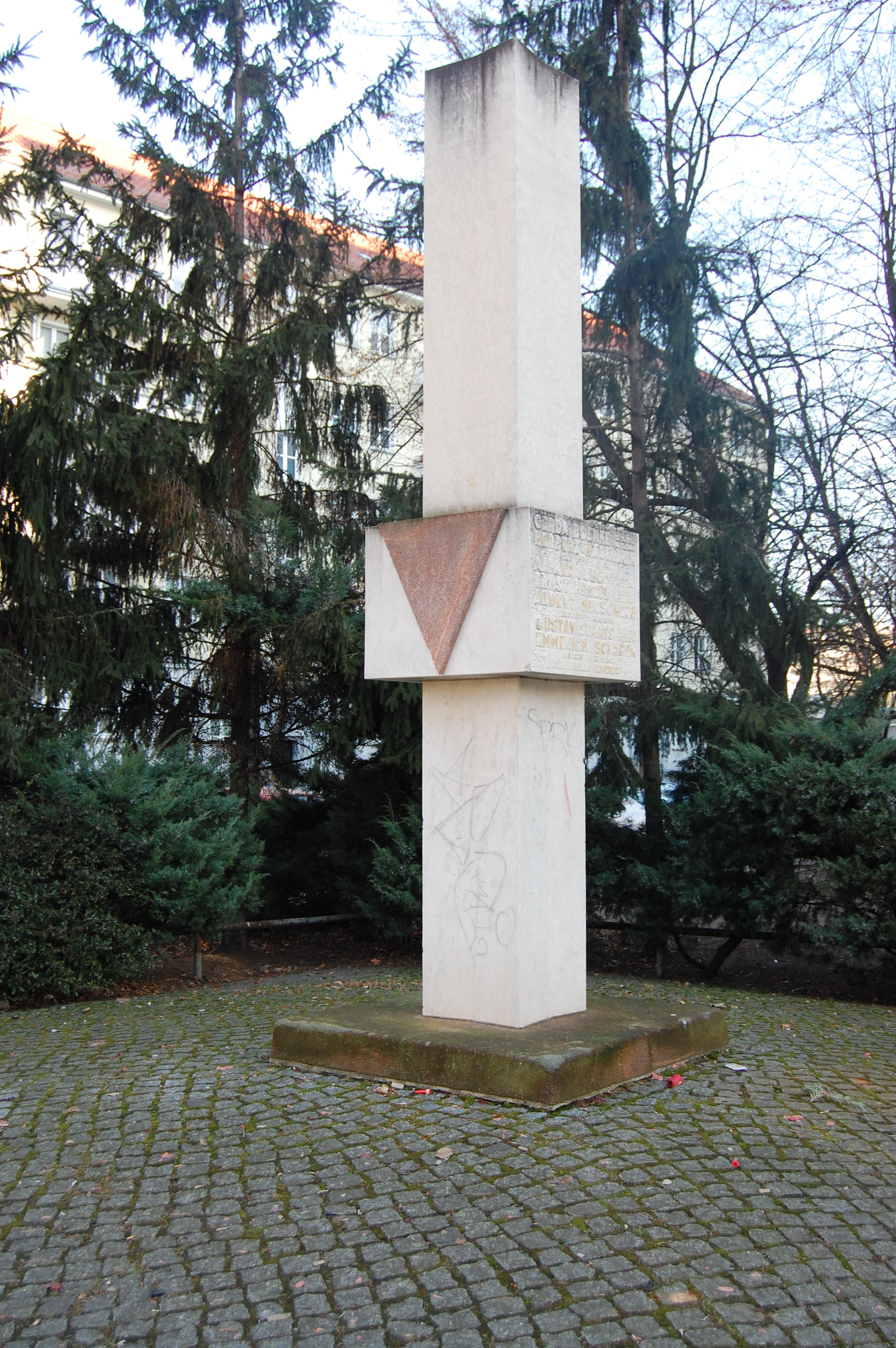
VVN-Gedenkstele in Berlin-Friedrichshain
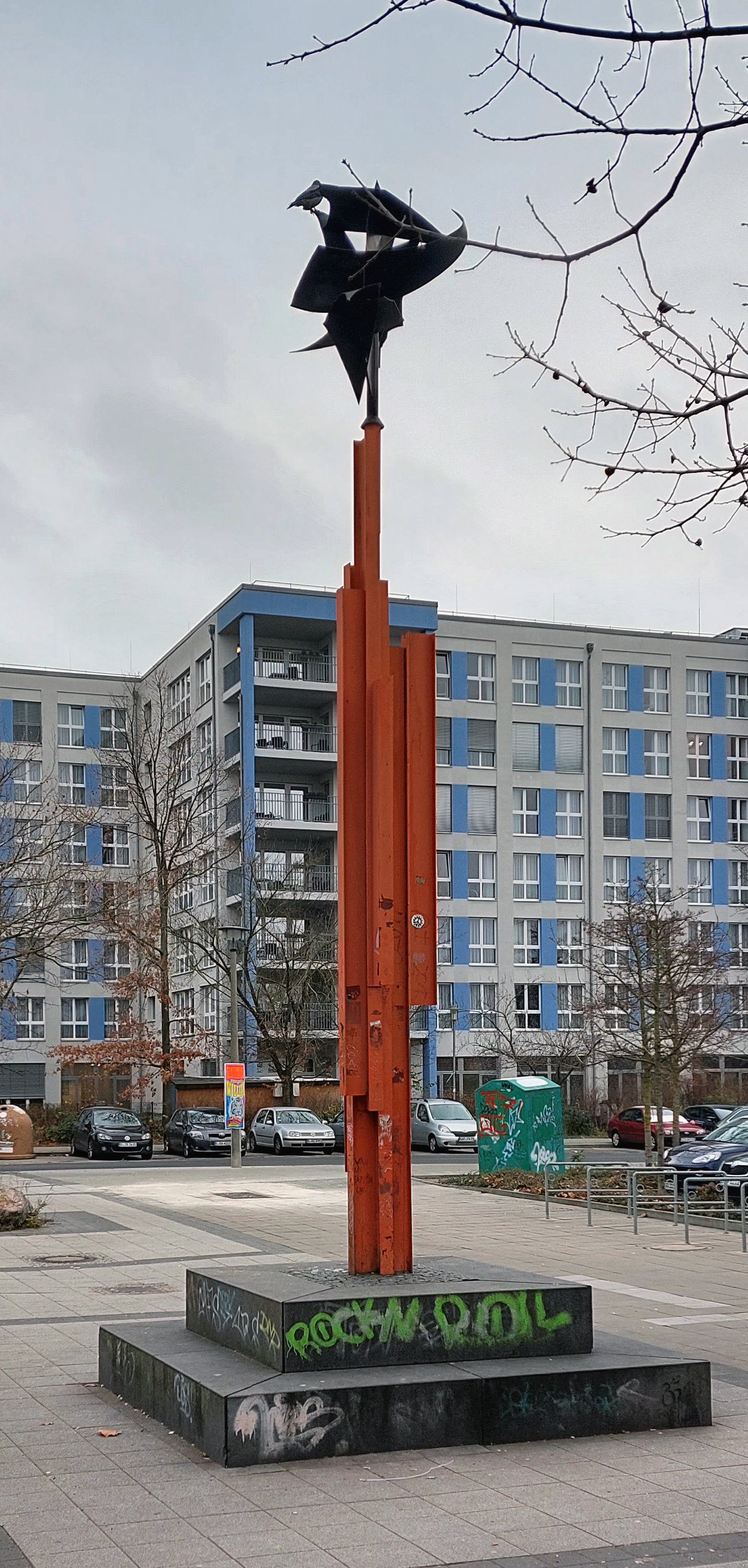
Windspiel in Berlin-Neu-Hohenschönhausen
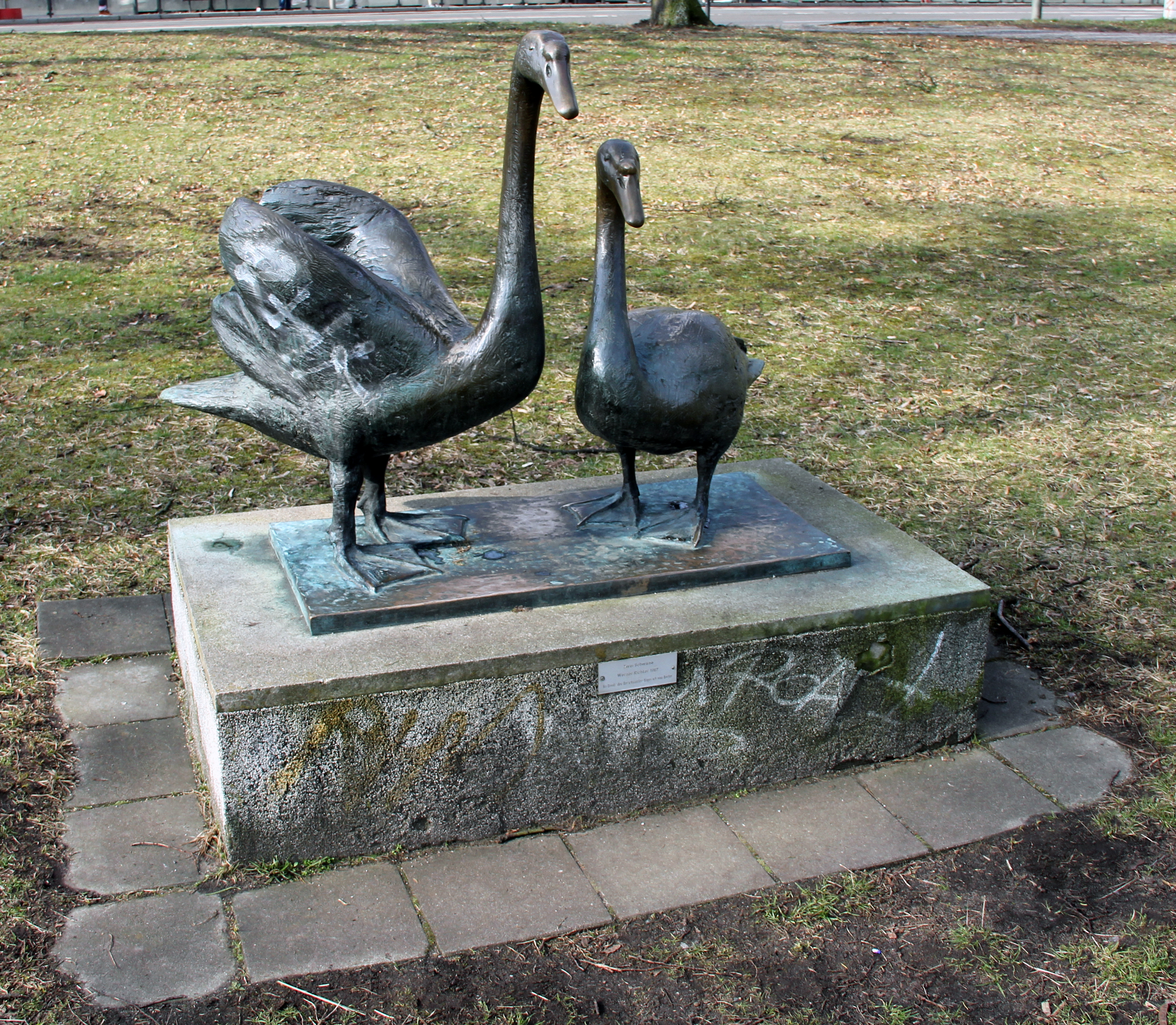
Zwei Schwäne in Berlin-Köpenick

## Ausstellungsbeteiligungen (Auswahl)
- 1982/1983: Dresden, Albertinum, IX. Kunstausstellung der DDR
- 1958 bis 1989: Berlin, sieben Bezirkskunstausstellungen
- 1967 bis 1982: Berlin, Treptower Park, fünf Ausstellungen Plastik und Blumen
- 1985: Erfurt, Gelände der Internationalen Gartenbauausstellung („Künstler im Bündnis“)
- 1987: Dresden, Galerie Rähnitzgasse („Wirklichkeit und Bildhauerzeichnung“)
- 1993: Berlin, Galerie („Retrospektive IV“)